# DeLane Lea Studios 1973
DeLane Lea Studios 1973 es un álbum en vivo del grupo inglés de rock progresivo Renaissance, editado en el año 2015.
Este trabajo fue grabado en directo para una pequeña audiencia en los estudios De Lane Lea, en la ciudad de Londres, Inglaterra en 1973.
Si bien para estas fechas la banda ya tenía cuatro discos de estudio en su haber, solo se incluyó material de los dos últimos que pertenecen a la etapa de la "formación clásica" de Renaissance: Prologue de 1972 y Ashes Are Burning también de 1973.
También participan como músicos invitados el guitarrista Andy Powell del grupo Wishbone Ash, así como el cantante de folk rock Al Stewart en vocales.

## Lista de canciones
1. Can You Understand (10:09)
2. Let It Grow (5:40)
3. Sounds Of The Sea (6:11)
4. Carpet Of The Sun (3:38)
5. At The Harbour (6:57)
6. Ashes Are Burning (con Andy Powell y Al Stewart) (11:51)
7. Prologue (6:46)

## Integrantes
- Annie Haslam - voz principal
- Michael Dunford - guitarra acústica
- John Tout - teclados, coros
- Jon Camp - bajo eléctrico, voz
- Terence Sullivan - batería, percusiones, coros

Músicos invitados:
- Andy Powell - guitarra eléctrica (pista 6)
- Al Stewart - vocales (pista 6)

Letras:
- Betty Thatcher